# Herbert Lawford
Herbert Lawford (15. května 1851 – 20. dubna 1925) byl britský tenista, který v roce 1887 vyhrál Wimbledon a pětkrát se probojoval do finále. Je považován za prvního hráče, který začal praktikovat topspin.
V roce 2006 byl posmrtně uveden do Mezinárodní tenisové síně slávy.

## Finále na Grand Slamu

### Dvouhra

#### Vítěz (1)
| Rok  | Turnaj    | Finalista      | Výsledek                |
| 1887 | Wimbledon | Ernest Renshaw | 1–6, 6–3, 3–6, 6–4, 6–4 |

#### Finalista (5)
| Rok  | Turnaj    | Vítěz           | Výsledek           |
| 1880 | Wimbledon | John Hartley    | 6–3, 6–2, 2–6, 6–3 |
| 1884 | Wimbledon | William Renshaw | 6–0, 6–4, 9–7      |
| 1885 | Wimbledon | William Renshaw | 7–5, 6–2, 4–6, 7–5 |
| 1886 | Wimbledon | William Renshaw | 6–0, 5–7, 6–3, 6–4 |
| 1888 | Wimbledon | Ernest Renshaw  | 6–3, 7–5, 6–0      |